# Zenon Sobota
Zenon Sobota, vel Tomaszewski, ps. „Jan”, „Korczak”, „Tomasz”, „Poraj”, „Świda”, „m4”, (ur. 20 września 1906 w Przysietnicy, zm. 2 lipca 1952 w Zwierzyńcu) – działacz niepodległościowy.

## Życiorys
Był synem Dominika i Marii z d. Sztybal. Absolwent Gimnazjum Humanistycznego w Brzozowie z 1926. Powołany do odbycia służby wojskowej przebywał w Szkole Podchorążych Rezerwy Artylerii we Włodzimierzu Wołyńskim, lecz opuścił ją ze względu na stan zdrowia.
Potem był urzędnikiem w Starostwie Powiatowym w Krośnie. We wrześniu 1939 r. opuścił Krosno, udając się w okolice Lwowa. W listopadzie przekroczył nielegalnie granicę i zamieszkał w Korczynie. Na początku 1940 r. zorganizował grupę konspiracyjną Młoda Polska. Kontakty Zenona Soboty ze Stanisławem Pieńkowskim ps. „Strzębosz” wpłynęły na wstąpienia Soboty w szeregi ZWZ i awans na stopnia podporucznika. W dniu 11 kwietnia 1941 r., został aresztowany przez Gestapo jasielskie, ale z braku dowodów winy, po 24 godzinach, został zwolniony. Po raz drugi aresztowany w październiku 1941 r. Tym razem udało mu się zbiec. Wraz z zorganizowaną przez siebie grupą, był podporządkowany Tajnej Organizacji Wojskowej i pełnił funkcję komendanta Rejonu TOW Podkarpacie. Na przełomie lutego i marca 1943 r. TOW został scalony z AK i objął dowództwo Kedywu przyjmując pseudonim „Korczak”. Brał udział w akcjach na Komunalną Kasę Oszczędności w Gorlicach i Kasę Karpaten Öl w Krośnie, oraz w likwidacji konfidentów Gestapo: Kmiecika w Jaśle i Armatówny w Krośnie. Podczas akcji na Kasę Karpaten Öl został rozpoznany. W maju 1943 r. został komendantem Rejonu „Kedywu” Rzeszów. W dniu 26 czerwca 1943 r. brał udział w potyczce z żandarmerią niemiecką w Przysietnicy, gdzie zginął jego bliski współpracownik Franciszek Płonka i trzech innych żołnierzy Kedywu. Jemu samemu udało się uciec z miejsca zdarzenia. 
Największą w południowej Polsce akcją dowodzoną przez Zenona Sobotę było odbicie aresztowanych z więzienia w Jaśle w nocy z 5/6 sierpnia 1943 roku (akcja „Pensjonat”). W przygotowaniach tej akcji pomagała rodzina Madejewskich związana z AK i strażnicy więzienia: Józef Okwieka ps. „Trójka”, Wawszczak i Myśliwiec. Przeprowadził ją oddział dowodzony przez por. Zenona Sobotę w składzie: Zbigniew Cerkowniak ps. „Boruta”, Zbigniew Zawiła ps. „Żbik”, Stanisław Dąbrowa-Kostka ps. „Dąbrowa”, Stanisław Magura ps. „Paw” i wspomniany „Trójka”. Po sterroryzowaniu strażnika weszli do budynku, unieszkodliwili jego załogę i wypuścili 66 więźniów politycznych oraz umożliwili ucieczkę 67 więźniom pospolitym. W Żółkowie uciekinierzy podzielili się na dwie grupy; jedna udała się w kierunku Gorlic, druga w okolice Bóbrki. Sprawą uwolnienia więźniów zainteresował się sam generalny gubernator Hans Frank, a efektem tego była zmiana na stanowiskach szefa Gestapo i naczelnika więzienia w Jaśle. Na przełomie 1943/44 roku Sobota prowadził kontrolę działalności Kedywu w inspektoratach OP-15 Krosno i Mielec. W wyniku kontroli odwołano i zlikwidowano praktycznie całe dowództwo inspektoratu Mielec. 
W marcu 1944 r. Sobota wszedł w skład sztabu Kedywu Okręgu Krakowskiego a 30 lipca 1944 r. objął obowiązki szefa Sztabu Podokręgu AK Rzeszów. Na stanowisku tym pozostał do dnia 12 grudnia 1944 r., kiedy to został aresztowany przez NKWD. Następnie zwolniony z więzienia NKWD z zadaniem nawiązania kontaktu z przebywającym na wolności Łukaszem Cieplińskim i innymi oficerami oraz przekonania ich do zawarcia umowy z władzami sowieckimi. Udało mu się jednak ukryć, występując pod nazwiskiem Tomaszewski. W kwietniu 1945 r. Aleksander Zawadzki, który był pełnomocnikiem rządu na Śląsku, awansował Zenona Sobotę do stopnia majora i powierzył mu funkcję starosty będzińskiego. We wrześniu 1945 r. został powołany na stanowisko prezydenta Katowic. Zrezygnował z tego stanowiska i po wstąpieniu do Stronnictwa Ludowego w Poznańskiem prowadził tam intensywną działalność polityczną. W 1947 r. został mianowany starostą zielonogórskim. Aresztowany w 1948 r. Zbiegł i utworzył organizację niepodległościową „Kraj”, która przeprowadziła wykolejenie pociągu „Błękitni”, akcje na sklepy, pocztę i kancelarię adwokacką. Sobota opracowywał memoriały o sytuacji w kraju, które przesyłał do ambasady USA. W 1951 r. Urząd Bezpieczeństwa częściowo rozbił organizację „Kraj”. Sobota zginął 2 lipca 1952 r., prawdopodobnie popełniając samobójstwo, podczas obławy UB związanej z zabójstwem lektora „Fali 49” Stefana Martyki.
W roku 2003 otrzymał pośmiertnie tytuł Honorowego Obywatela Miasta Jasła za przeprowadzenie brawurowej akcji uwolnienia w nocy z 5/6 sierpnia 1943 r. 180 więźniów jasielskiego więzienia.